# Kal-Koritnica
Kal - Koritnica este o localitate din comuna Bovec, Slovenia, cu o populație de 145 de locuitori.